# أيدر رستموف
أيدر رستموف ((بالتتارية: Ayder İsa oğlu Rustemov)‏)، ولد في 19 مارس 1980 في قرية أخومباباييف، بمنطقة باياريك في سمرقند التي كانت آنذاك  جزءًا من جمهورية أوزبكستان الاشتراكية السوفيتية. يشغل رستموف منذ عام 2016 منصب مفتي القرم ورئيس الإدارة الدينية لمسلمي القرم كما انه عضو في المجلس الاستشاري لتعاون أوكرانيا مع الدول العربية والإسلامية التابع لرئيس أوكرانيا.

## النشأة
وُلد في 19 مارس 1980، في عائلة من تتار القرم الذين تم ترحيلهم من القرم إلى جمهورية أوزبكستان الاشتراكية السوفيتية. في عام 1988 عاد مع والديه إلى وطنه القرم. في عام 1996، تخرّج من المدرسة بميدالية فضية في قرية أوليكسييفكا، منطقة بيرفومايسكي، القرم.

### التعليم
في عام 1996 سافر إلى الأردن لطالب العلم الشرعي. وفي نفس العام، بدأ دراسة اللغة العربية في جامعة آل البيت في الأردن. وبعد حصوله على المؤهلات اللازمة في اللغة العربية، التحق في عام 1997 بكلية الدراسات الدينية في جامعة آل البيت. وفي عام 1998، انتقل إلى كلية اللغة العربية وآدابها. وفي عام 2001، تخرج أيدر رستموف من الجامعة قبل الموعد المحدد.

### حياته المهنية
- منذ 2002 انخرط في العمل الإسلامي والدعوة الإسلامية. شغل منصب ”مترجم الأدب الإسلامي“ و”محرر علمي شرعي“ في مؤسسة الأنصار فونديشن حتى 2006.
- في عام 2004، شارك في مشروع ”الإسلام في أوكرانيا“ التابع لمعهد هريهوري سكوفورودا للفلسفة التابع للأكاديمية الوطنية للعلوم في أوكرانيا. وكانت نتيجة هذه المشاركة مقالة علمية نُشرت في الكتاب السنوي العلمي للمعهد بعنوان ”المفهوم الاجتماعي للإسلام“.
- في عام 2005، بدأ نشاطه في مجال ريادة الأعمال، وعلى وجه الخصوص، شغل منصب مدير في شركة شيرينلر بروفايل (2006) والمدير المالي في شركة ديكوم إم في (2007).
- في عام 2012، أسس شركته الخاصة DSS Solutions التي ترأسها.
- في 2015، أصبح رئيسًا لشركة الإنتاج الإعلامي الإسلامي ”أوكنو ميرا“ (توقفت العمليات).

## المفتي

### 2016
في 19 نوفمبر، بادر مجتمع تتار القرم، بوصفه شعباً أصلياً في أوكرانيا، إلى جانب المجتمعات المسلمة الأخرى، إلى إنشاء الإدارة الدينية لمسلمي القرم من أجل تنظيم وتنمية أكثر فعالية للمجتمع المسلم في أوكرانيا. وتم انتخاب رستموف أيدر رئيسًا للإدارة الدينية لمسلمي القرم ومفتيًا للقرم.
في 5 ديسمبر، وقّع المفتي رستموف أيدر مع ممثلي الجمعيات الإسلامية الأخرى على ميثاق مسلمي أوكرانيا.

### 2020
في 28 أكتوبر، عبّر أيدر رستموف رسميًا عن موقفه من أحداث فرنسا، وأدان تصرفات الحكومة الفرنسية المعادية للإسلام التي أدت إلى المأساة. ودعاهم إلى إعادة النظر في سياستهم تجاه الإسلام عندما يسمحون لأنفسهم بالإساءة إلى القيم الدينية للمؤمنين، واتهمهم بشكل أساسي بالنفاق عندما تعلن حكومة ديمقراطية من جهة عن الحرية وحماية حقوق الإنسان، ولكن من جهة أخرى عندما يتعلق الأمر بالحقوق والحريات الدينية تنتهك هذه الحقوق والحريات.

### 2022
في 14 فبراير، أي قبل 10 أيام من الغزو الروسي الشامل لأوكرانيا، سجّل أيدر رستموف رسالة فيديو إلى شعوب القوقاز وتتارستان وباشكورتوستان وآبائهم وأمهاتهم وأقاربهم، يدعوهم فيها إلى عدم المشاركة في الهجوم على أوكرانيا.
في 15 فبراير، وجّه المفتي أيدر رستموف رسالة مفتوحة إلى رئيس أوكرانيا فولوديمير زيلينسكي، أشار فيها إلى أمور من بينها أنه في حال غزو روسيا لأوكرانيا، يمكن للدولة أن تعتمد على دعم مسلمي أوكرانيا.
في 8 أغسطس، التقى مفتي القرم بأسرى الحرب المسلمين من روسيا. عُقد الاجتماع في مسجد جمعية مسلمي أوكرانيا في كييف. وعندما سألهم المفتي عن دوافعهم، أجاب أحد الأسرى بأنه ذهب للقتال من أجل وطنه وأولاده، لكنه أدرك في أوكرانيا أن كل ما حدث كان تضليلاً. كما شدد أيدر رستموف على أن الجهاد بالنسبة للمسلمين في روسيا يجب أن يكون وفقًا لحديث النبي محمد صلى الله عليه وسلم الذي قال: "أفضل الجهاد كلمة عَدْلٍ عند سُلْطَانٍ جَائِر" ويقصد أن سلطان جائر هو بوتين.
في 1 سبتمبر، وبموجب مرسوم صادر عن الرئيس فولوديمير زيلينسكي، تم تعيين آيدر روستيموف في المجلس الاستشاري لتعاون أوكرانيا مع الدول العربية والإسلامية.
وفي 4 أكتوبر، مُنح آيدر رستموف شهادة شرف من البرلمان الأوكراني لخدماته لشعب أوكرانيا.

### 2023
في 27 يناير، التقى أيدر رستموف بأسرى الحرب المسلمين الروس للمرة الثانية. وحضر الاجتماع، الذي عُقد في أحد مساجد بالقرب من كييف، ثمانية من أسرى الحرب: خمسة شيشانيين وتركماني وكازاخستاني وتتاري. وذكّر المفتي الحاضرين بالحروب الروسية الشيشانية التي قُتل خلالها أسلافهم واحتلت أراضيهم. وبعد صلاة جماعية أمهم المفتي، قدم لهم المفتي سجادة وكتبا إسلاميًا. وبعد ذلك بأسبوع، قال أيدر رستموف خلال مقابلة معه:
إنهم مجرمون، إنهم هنا للقتل. الأمر متروك للسلطات المعنية لتقرر ما يجب فعله معهم وكيفية التصرف معهم. من وجهة نظري، إما أن تتم مبادلتهم بأسرانا الأوكرانيين، أو هناك خيار آخر ممكن وهو أن يرغب بعضهم في إثبات ندمه والانضمام إلى إحدى الكتائب للقتال إلى جانب أوكرانيا. ويمكنهم دعم أوكرانيا بالأعمال البدنية واستخدام السلاح ضد أولئك الذين أجبروهم على المجيء إلى هنا.
بعد نشر الفيديو مع الشيشانيين الأسرى، أعلن رئيس الشيشان رمضان قديروف، خلال اجتماع لمقر العمليات الإقليمي بشأن عقد قوة المراقبة المشتركة، موجها إلى مفتي القرم:
سأطلب منك شخصيًا، أينما كنت ... إذا عاد (الأسرى)، يجب أن تكونوا أول من يكون في الصفوف الأمامية ويبحثون عنكم. إنني أدعو جميع المقاتلين إلى التأكد من معاقبة هؤلاء المنافقين (قصد المفتي أيدر رستموف).

### 2024
في 3 يونيو، وجه مفتي القرم إلى حكومات الدول الإسلامية دعم أوكرانيا في قمة السلام التي ستعقد في سويسرا. وشدد على أن الحرب في أوكرانيا يمكن أن تؤدي إلى عواقب وخيمة في جميع أنحاء العالم، مثل أزمة غذائية في أفريقيا والشرق الأوسط وجنوب شرق آسيا، وكارثة نووية بسبب وجود محطات الطاقة النووية في البلاد.